# Linum iranicum
Linum iranicum är en linväxtart som beskrevs av Heinrich Carl Haussknecht och Joseph Friedrich Nicolaus Bornmüller. Linum iranicum ingår i släktet linsläktet, och familjen linväxter. Inga underarter finns listade i Catalogue of Life.